# 英格兰裔加拿大人
英格蘭裔加拿大人（英語：English Canadians），狭义上指种族或祖先为英格蘭人的加拿大人，广义上指母语为英语的加拿大人，包括在加拿大的二代三代等以英語為母語的华裔加拿大人。加拿大是一个英语和法语同为官方语言的双语国家。英格蘭裔加拿大人，这个概念主要和法裔加拿大人相对。
由于英国殖民的历史，現今英語使用者遍布世界。虽然很多使用英語的加拿大人可追溯至祖先是英格蘭或不列顛群島其他部分的人，但他们亦可能来自欧陸、亚洲、加勒比地区、非洲、拉丁美洲和太平洋岛国，以及法裔加拿大地区或為北美原住民。
除了「英格蘭裔加拿大人」這個術語外，還有「英語系加拿大人」（Anglophone Canadian）和「盎格魯加拿大人」（Anglo-Canadian）的稱謂。另有約1.1千萬名加拿大人報稱自己的族裔背景僅為「加拿大人」，其中許多人具有英格蘭血統。
作為一個族裔群體，英格蘭裔加拿大人為不列顛裔加拿大人的一個子群體，後者則是歐裔加拿大人的子群體。

## 人口
根据加拿大统计局2011年的全国人口普查数据，母语为英语的加拿大人有18,858,975人，占当时加拿大总人口33,121,175人的57%。